# Glenochrysa minima
Glenochrysa minima es una especie de insecto neuróptero de la familia Chrysopidae descubierta en 2015 en el norte de Australia Occidental. Su nombre hace alusión a su pequeño tamaño, ya que sus alas mide tan solo 7.5 mm diferenciándose de otros miembros de su género no solo por su reducido tamaño sino las pocas marcas venosas de las membranas de sus alas.